# Ateez
Ateez (en hangul: 에이티즈) és una boyband de Corea del Sud formada per l'agència KQ Entertainment. El grup està format per vuit integrants: Kim Hongjoong, Park Seonghwa, Jeong Yunho, Kang Yeosang, Song Mingi, Choi San, Jung Wooyoung i Choi Jongho. Van debutar el 24 d'octubre del 2018 amb l'EPTreasure EP.1: All to Zero. Com a novells a la indústria del kpop, Ateez van rebre el premi de Next Generation als Golden Disc Awards de 2019, i van ser nomenats "líders de la quarta generació" pel Ministeri de cultura, esports i turisme de Corea.
Al setembre de 2020, el grup ja ha publicat cinc EP en llengua coreana, un àlbum complet i dos discos japonesos. Els llançaments de Treasure EP.Fin: All to Action, Treasure Epilogue: Action to Answer i Zero: Fever Part.1 han superat les llistes musicals sud-coreanes, i Zero: Fever Part.1 es va convertir en el primer àlbum del grup certificat platí a la llista d'àlbums de Gaon. Fins ara, el grup ha venut més d'un milió de còpies físiques dels seus llançaments al país i totes les entrades de les seves dues gires mundials: The Expedition Tour l'any 2019 i <The Fellowship>: Map Threasure l'any 2020, que ha quedat ajornada a causa del coronavirus.